# Design di gioielli

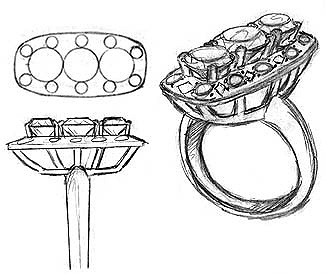
Rendering di un design del gioiello prima di andare al banco del gioielliere

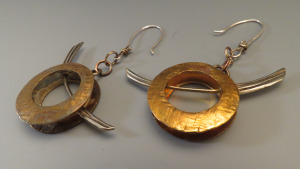
Orecchini realizzati in rame e Nugold

Il design di gioielli è l'arte o la professione di progettare e creare gioielli. Questa è una delle prime forme di decorazione della civiltà, risalente almeno a settemila anni fa nelle più antiche società umane conosciute in Mesopotamia e in Egitto. L'arte ha preso molte forme nel corso dei secoli, dal semplice perline di tempi antichi per la lavorazione dei metalli e sofisticata gemma di taglio noto nel giorno moderno.
Prima che un articolo di gioielleria venga creato, i concetti di design sono resi seguiti da dettagliati disegni tecnici generati da un designer di gioielli, un professionista che è addestrato nella conoscenza architettonica e funzionale dei materiali, tecniche di fabbricazione, composizione, vestibilità e tendenze del mercato.
I tradizionali metodi di disegno e disegno a mano sono ancora utilizzati nella progettazione di gioielli, in particolare nella fase concettuale. Tuttavia, è in atto uno spostamento verso programmi di progettazione assistita dal computer come Rhinoceros 3D e Matrix. Considerando che il gioiello tradizionalmente illustrato a mano è tipicamente tradotto in cera o metallo direttamente da un esperto artigiano, un modello CAD viene generalmente utilizzato come base per un taglio CNC o "cera" stampata in 3D da utilizzare nello stampaggio di gomma o cera persa processi di fusione.
Una volta che il concetto / ideazione è completo, il progetto viene reso e fabbricato usando i materiali necessari per un adeguato adattamento alla funzione dell'oggetto. Ad esempio, l'oro 24K è stato utilizzato nel design di gioielli antichi perché era più accessibile dell'argento come materiale sorgente. Prima del primo secolo molte civiltà incorporarono anche le perle nei gioielli. Una volta che la scoperta di pietre preziose e il taglio delle gemme divennero più prontamente disponibili, l'arte della decorazione e del disegno dei gioielli cambiò. Il primo taglio di pietre preziose documentato è stato fatto da Teofilo Presbitero (1070-1125 circa), che ha praticato e sviluppato molte arti applicate ed era un noto orafo. Più tardi, nel corso del 14 secolo, la tecnologia lapidaria medievale si è evoluta per includere cabochon e cammei.
Le commissioni di progettazione dei primi gioielli erano spesso costituite dalla nobiltà o dalla chiesa per onorare un evento o come ornamento da indossare. All'interno della struttura dei primi metodi, la smaltatura e il repoussé divennero metodi standard per la creazione di oggetti ornamentali per dimostrare ricchezza, posizione o potere. Queste prime tecniche hanno creato uno specifico elemento di design complesso che in seguito avrebbe forgiato il movimento barocco nel design del gioiello.
Il design dei gioielli è rimasto relativamente costante nel corso degli anni. I riferimenti fondamentali, le tecniche di produzione e i materiali di secoli fa vengono ancora utilizzati fino ad oggi. Eppure i recenti rapidi sviluppi in tecnologia e macchinari hanno permesso agli artisti alternative più semplici ad alcuni dei vecchi metodi. Questi progressi hanno anche trasformato il significato e il peso sociale dei gioielli.
Il ventesimo secolo è il momento in cui questo cambiamento rudimentale nell'atteggiamento del pubblico nei confronti del design e della funzione dei gioielli è più evidente. Tradizionalmente i gioielli erano considerati sacri e preziosi; tuttavia, in particolare a partire dal 1900, i gioielli hanno iniziato a essere oggettivati. Inoltre, nessuna tendenza può essere vista come la storia del design di gioielli per questo periodo di tempo. Nel corso del XX secolo il design del gioiello ha subito cambiamenti drastici e continui: Art Nouveau (1900-1918), Art Deco (1919-1929), Stile internazionale e organicismo (1929-1946), Nuovo look e Pop (1947-1967), Globalizzazione , Materialismo e Minimalismo. Le tendenze del design dei gioielli sono fortemente influenzate dagli stati economici e sociali del tempo. I confini di stili e tendenze tendono a confondersi e le chiare divisioni stilistiche del passato sono più difficili da vedere nel corso del ventesimo secolo.